# Talang (ort i Iran)
Talang (persiska: تلنگ, تالَنگ, تلنگ انباری) är en ort i Iran.   Den ligger i provinsen Hormozgan, i den sydöstra delen av landet, 1 100 km sydost om huvudstaden Teheran. Talang ligger 30 meter över havet och antalet invånare är 259.
Terrängen runt Talang är platt åt sydväst, men åt nordost är den kuperad.Runt Talang är det ganska glesbefolkat, med 25 invånare per kvadratkilometer. Närmaste större samhälle är Konārjū, 19,1 km sydväst om Talang. Trakten runt Talang är ofruktbar med lite eller ingen växtlighet.